# Virna Cedeño Escobar
 (août 2023).
Si vous disposez d'ouvrages ou d'articles de référence ou si vous connaissez des sites web de qualité traitant du thème abordé ici, merci de compléter l'article en donnant les références utiles à sa vérifiabilité et en les liant à la section « Notes et références ».
Virna Alexia Cedeño Escobar, née le 25 novembre 1967 à Guayaquil, est une scientifique, chercheuse et femme politique équatorienne, candidate à la vice-présidence de l'Équateur lors de l'élection présidentielle de 2021 pour l'organisation politique Pachakutik.

## Biographie
Virna Cedeño Escobar a étudié la biologie à l'Université de Guayaquil, a obtenu sa maîtrise à l'Université Pierre-et-Marie-Curie (Paris VI) et un doctorat en biotechnologie moléculaire à l'Université de Montpellier. Elle a été coordinatrice académique-scientifique du programme de biotechnologie de l'Université de Guayaquil, où elle a promu la création de la première maîtrise en biotechnologie moléculaire de l'Équateur.
D'autre part, elle a participé à des programmes de rachat de mineurs en situation difficile et pendant huit ans a développé au Pénitencier du Littoral un programme école sur l'aquaculture et l'agriculture sociale. En 2017, elle a été une des membres de la Commission anticorruption dans le noyau Guayas.